# Доза (биохемија)
Доза је измерена количина лека, хранљиве материје или патогена која се испоручује као јединица. Што је већа испоручена количина, већа је и доза. Дозе се најчешће мере за једињења у медицини. Термин се обично примењује на количину лека или другог средства које се примењује у терапеутске сврхе, али се може користити за описивање било ког случаја када се супстанца уноси у тело. У исхрани, термин се обично примењује на количину одређеног хранљивог састојка у исхрани особе или у одређеној храни, оброку или дијететском суплементу. За бактеријске или вирусне агенсе, доза се обично односи на количину патогена потребну за инфекцију домаћина.
У клиничкој фармакологији, доза се односи на количину лека која се примењује особи, а дозирање је потпунији опис који укључује не само дозу (нпр. „500 мг“) већ и учесталост и трајање лечења (нпр. „два пута дневно током једне недеље“). Изложеност дози лека означава временски зависну концентрацију (често у циркулишућој крви или плазми) или параметар изведене из концентрације као што су AUC (површина испод криве концентрације) и Cmax (вршни ниво криве концентрације) лека након његове примене. Ово је у супротности са њиховом заменљивом употребом у другим областима.
- Концентрација средства које се примењује
- Трајање изложености агенсу
- Пут примене
- Метаболички ефекти илустровани кривама доза-одговор
- Утицај функције лека или суплемента на дозирање

## Фактори који утичу на дозу
„Доза“ било ког хемијског или биолошког агенса (активног састојка) има неколико фактора који су кључни за њену ефикасност:
- Први фактор је концентрација, односно колико се агенса уноси у тело одједном. Недовољно дозирање је чест проблем у фармацији, јер је предвиђање просечне дозе која је ефикасна за све појединце изузетно изазовно јер телесна тежина и величина утичу на то како доза делује у телу.[2]

- Други фактор је трајање излагања. Неки лекови или суплементи имају карактеристику спорог ослобађања у којој се делови лека метаболишу у различито време, што мења утицаје активних састојака на тело. Неке супстанце су намењене да се узимају у малим дозама током великих временских периода како би се одржао константан ниво у телу, док су друге намењене да имају велики утицај једном и да се избаце из тела након што заврше своје деловање. То у потпуности зависи од функције лека или суплемента.

- Трећи фактор је начин примене, који је такође важан. Без обзира да ли се лек уноси орално, убризгава у мишић или вену, апсорбује кроз слузокожу или се примењује било којим другим начином примене, то утиче на брзину којом ће се супстанца метаболисати у телу и самим тим утиче на концентрацију активног састојка (састојака).
- Четврти фактор је метаболички ефекат који се манифестује кроз лоши  одговором  кроз погрешну дозу лека.
- Пети фактор је утицај функције лека или суплемента на дозирање.

## Лекови

### Лекови који се издају без рецепта
Код лекова који се издају без рецепта, и доза и дозирање се обично заснивају на следећим чињеницама:
- Дозирању према узрасту (старости). Па се тако типично, различите дозе  препоручују за децу до 6 година, за децу узраста од 6 до 12 година и за особе старије од 12 година, док су ван тих распона смернице често недаекватне.[1]
- Ризику од недовољне или предозиране дозе због варијација у телесној тежини. Па тако овакав начин набавке лекова може довести до серијског недовољног или прекомерног дозирања, јер особе са мањом телесном тежином узимају више него што би требало, а особе са већом телесном тежином узимају мање дозе.[1]
- Лекови који се издају без рецепта могу бити праћени упутствима која пацијенту прво налажу да узме одређену малу дозу, након чега би требало да следи још једна мала доза ако се симптоми не повуку.[1]

### Лекови на рецепт
Дозе лекова на рецепт се често заснивају на телесној тежини. Лекови долазе са препорученом дозом у милиграмима или микрограмима по килограму телесне тежине, а то се користи заједно са узрастом и телесном тежином пацијента да би се одредила безбедна доза.
У сценаријима са једном дозом, телесна тежина пацијента и препоручена доза лека по килограму се користе за одређивање безбедне једнократне дозе. Ако је потребно више доза лечења током дана, лекар мора узети у обзир информације о укупној количини лека која је безбедна за употребу у једном дану и како то треба поделити у интервале за најефикаснији третман за пацијента.  На пример, ако је жељена укупна дневна количина 600 мг дневно, лекар може да одлучи о плану дозирања који укључује једну дозу од 200 мг која се узима три пута дневно, или једну дозу од 300 мг која се узима два пута дневно, или једну дозу од 600 мг која се узима једном дневно.
Недовољно дозирање лекова се често јавља када лекари пишу рецепте који су тачни за одређено време, али не повећавају дозу како је пацијенту потребно (нпр. дозирање на основу тежине код деце или повећање дозе хемотерапијских лекова ако се стање пацијента погорша).
Медицински канабис
Медицински канабис се користи за лечење симптома широког спектра болести и стања. Доза канабиса зависи од појединца, стања које се лечи и односа канабидиола (CBD) и тетрахидроканабинола (THC) у канабису. CBD је хемијска компонента канабиса која није опојна и користи се за лечење стања попут епилепсије и других неуропсихијатријских поремећаја. THC је хемијска компонента канабиса која је психоактивна. Користи се за лечење мучнине и нелагодности код пацијената оболелих од рака који примају хемотерапију. За анксиозност, депресију и друге менталне тегобе, препоручује се однос CBD и THC од 10 према 1.  За рак и неуролошка стања, препоручује се однос CBD и THC од 1 према 1 Тачна доза зависи од реакције сваке особе на обе хемикалије и стога се дозирање мора континуирано прилагођавати када се започне лечење како би се пронашла права равнотежа.
Постоји ограничен консензус у научној заједници у вези са ефикасношћу медицинског канабиса.[7]
Рак
Израчунавање доза лекова за лечење озбиљнијих болести попут рака обично се врши мерењем површине тела пацијента. Постоји приближно 25 различитих формула за мерење телесне површине пацијента, ниједна од њих није тачна. Студије показују да је избор најбоље методе за појединачног пацијента тежак задатак; сходно томе, људи могу примити нешто превише или премало лекова због својих специфичних физичких аномалија. Стога се ове формуле обично прилагођавају оним што је познато као „дозирање које подешава токсичност“, где лекари прате имуносупресију и сходно томе прилагођавају дозирање.  Пошто ова стратегија покушаја и грешака захтева пажљиво праћење, она је неефикасна, ризична и неисплатива. Истраживање развоја безбеднијих и прецизнијих метода дозирања је у току.

## Вакцине
Вакцине се обично дозирају у милилитрима јер се већина примењује у течном стању. Свака појединачна вакцина има ограничења у погледу:
- узраста у којем вакцина треба да се да,

- колико доза вакцине треба да се да

- током ког временског периода се даје вакцина.Центри за контролу и превенцију болести препоручују да би све особе требало да приме између рођења и 18. године живота неколико вакцина како би се заштитили од разних заразних агенаса који могу дугорочно утицати на здравље.

Већина вакцина захтева вишеструке дозе за потпуни имунитет, које се примењују у интервалима који препоручују вакцине. 
Постоји и неколико уобичајених начина вакцинације од којих зависи и доза вакцине:
Интрамускуларна ињекција: игла се убацује нормално на кожу у мишић, испод коже и ткива (поткожна) која се налазе изнад ње.
Субкутана ињекција: игла се убацује под углом од 45 степени у ткиво (субкутано) између спољашњег слоја коже и мишића.
Назално: Вакцина се прска у нос и апсорбује кроз носни пролаз.
Орално: Вакцина се прогута и уноси у органе.

## Исхрана
За здраве људе, стручњаци препоручују дневне количине одређених витамина и минерала. Одбор за храну и исхрану, Институт за медицину и Национална академија наука утврђују препоручени референтни унос хране (DRI) на неколико начина:  
Препоручени дневни унос (RDA): просечан дневни унос који адекватно задовољава потребе за хранљивим материјама 97-98% здравих људи.
Адекватан унос (УУ): утврђује се када су докази прикупљени за ПДУ неубедљиви, претпоставља се да УУ препоручује дневну количину како би се задовољила нутритивна адекватност.
Горњи ниво толерантног уноса (ГУ): максимална количина хранљиве материје која се може конзумирати без изазивања негативних утицаја на здравље појединца.
ДРИ су постављени за елементе, витамине и макронутријенте. Уобичајене дозе елементала  и витамина  су милиграми дневно (мг/д) или микрограми дневно (μг/д). 
Уобичајене дозе макронутријената  су у грамима дневно (г/д). Све три дозе  одређују се према полу и старости.
Људи узимају витаминске и минералне суплементе како би промовисали здравији начин живота и спречили развој хроничних болести. Не постоје убедљиви докази који повезују континуирани унос витаминских и минералних суплемената са дуговечношћу.  

## Инфективна доза патогена
Инфективна доза патогена је број ћелија потребан да инфицира домаћина. Сви патогени имају инфективну дозу која се обично примењује у броју ћелија. Инфективна доза варира у зависности од организма и може зависити од специфичног типа соја.  Неки патогени могу да заразе домаћина са само неколико ћелија, док другима требају милиони или милијарде.
Примери инфективних доза, класификованих по растућем редоследу: 
- Ентерохеморагична Е. коли (изазива крварење из црева): 10 бактеријских ћелија
- Хепатитис А : 10-100 вирусних честица.
- Норовирус (обично назван „стомачним вирусом“): 10-100 вирусних честица
- Ротавирус (тешка дијареја, може бити фатална): 10-100 вирусних честица
- Шигела (шигелоза): 500 бактеријских ћелија
- Streptococcus pyogenes ( стрептококна упала грла групе А ): 1000 бактеријских ћелија
- Салмонела : варира у зависности од соја, 100-1 милијарда бактеријских ћелија
- Vibrio cholerae (колера): 1000-100.000.000 бактеријских ћелија

Типично, желудачне киселине могу убити бактерије испод инфективног распона доза за дати патоген и спречити домаћина да доживи симптоме или се разболи. Комплекси које гради маст могу заштитити инфективне агенсе од желудачне киселине, чинећи масну храну склонијом да садржи патогене који успешно инфицирају домаћина. За људе са ниском или смањеном концентрацијом желудачне киселине, инфективна доза за патоген биће нижа од нормалне.  ]
Уместо да их даје лекар или појединац, заразне дозе се преносе на особу од других људи или из околине , обично су случајне и производе нежељене нуспојаве док имуни систем појединца не победи патоген или док се он не избаци из појединца путем процеса излучивања.